# Archanara fusca
Archanara fusca là một loài bướm đêm trong họ Noctuidae.